# オーシャンズ13
『オーシャンズ13』（オーシャンズ・サーティン、原題: Ocean's Thirteen）は、2007年のアメリカ映画。主人公ダニー・オーシャン率いる犯罪スペシャリスト集団の活躍を描いたシリーズ3作目。裏切られた仲間の報復のために、ラスベガスのホテル王を破滅させるべく活動するケイパー映画。監督はスティーヴン・ソダーバーグ。主演は引き続きジョージ・クルーニー、ブラッド・ピットほか、マット・デイモンやアンディ・ガルシアが登場し、新規キャストとしてアル・パチーノ、エレン・バーキンが登場する。前作の主要キャストであったヴァンサン・カッセルも登場するが、ジュリア・ロバーツやキャサリン・ゼタ＝ジョーンズは登場しない。
本作のチームは前作の12人からテスが抜け、前作脇役のローマン・ネーゲルと仇敵テリー・ベネディクトを加えた13人である。
アメリカでは2007年6月5日にプレミア上映されたのち、6月8日に3565館で公開され、週末興行成績で初登場1位になり、トップ10内に6週間いた。日本では同年8月4日に先行上映された後、8月10日金曜日に丸の内ピカデリー1系列ほかで公開された。

## ストーリー
ルーベン・ティシュコフは、ホテル王ウィリー・バンクと共同経営の約束をしてラスベガスの新しいホテルへ投資する。ダニー・オーシャンら友人たちは、ビジネスでの裏切りで悪名高いバンクと手を切るよう忠告するが、ルーベンは「シナトラと握手した」として逆にバンクを擁護する。しかし、ダニーらの予想通り、バンクはルーベンを裏切り、土壇場で脅迫して彼をホテルの経営から追い出す。このショックでルーベンが心筋梗塞を起こして寝たきりになってしまったと知ったダニーは、ラスベガスに急行する。既に裏稼業からは足を洗っていたダニーはバンクに説得を試みるが、彼はまったくとり合わず、むしろ新しいホテルの名に自身の名を冠した「ザ・バンク」と名付ける。ダニーは報復のために再び仲間たちを結集させ、ホテルのプレオープン日に、彼を破滅させる計画を立てる。
集まった仲間たちを前にダニーは、今回の目標は2つであることを伝える。1つ目は権威あるホテル格付け「5ダイヤモンド」の受賞を阻むこと。そのために、客として訪れたソール・ブルームをホテル側に格付けの極秘調査員と誤認させる一方で、本物の調査員を悲惨な目に合わせる。2つ目はカジノの運営権を失わせるために、プレオープン日でカジノに大量の払い出しを起こさせること。少なくともホテル側は初日に5億ドル稼げないと、ラスベガスの賭博委員会に運営権を譲渡しなければならない取り決めがあった。このため、イカサマやトリックが仕込まれたカジノ器具をホテルに送り込むべくダニーらは暗躍し、また、ギャンブラーの生体情報を監視してイカサマなどの不正を探知する超高度セキュリティ・システム「グレコ」対策を練る。
しかし、計画はトラブルが続出し、いつもなら資金をサポートしてくれたルーベンが不在ということもあって資金不足に悩まされてしまう。そこでダニーは起死回生の策として仇敵テリー・ベネディクトに協力を求める。ベネディクトもまたバンクを忌々しく思っている1人であり、ダニーを憎みながらも、手を貸すことを決める。ただし、ベネディクトが一方的に有利な契約条件の上に、さらに彼はバンクが「5ダイヤモンド」受賞の度に記念に購入し、2億5,000万ドル以上の価値があるとされるダイヤモンド・コレクションの強奪も要求し、ダニーはこれを飲む。その上でベネディクトは「ナイト・フォックス」ことフランソワ・トゥルアーとも極秘に連絡を取り合っており、ダニーへの復讐としてダイヤモンドの横取りを企んでいた。引き続き細かいトラブルは続出するものの、ダニーらは準備をすすめ、ついにプレオープンの日を迎える。
計画当夜。何かが水面下で動いていると察知していたバンクの側近アビゲイル・スポンダーが呼んだFBI捜査官たちがホテルに到着し、カードシャッフル機の細工を発見して機械は交換されてしまう。さらには捜査官のリーダーであるロバートはスポンダーの籠絡を担当していたライナス・コールドウェルの正体も見破り、彼を逮捕してしまう。しかし、このFBI捜査官たちは偽者で、これもダニーらの仲間たちであり、シャッフル機はむしろ本当に細工したものにすり替えられ、またロバート捜査官こそ、ライナスの父で伝説の泥棒「ボビー・コールドウェル」本人であった。ライナス達は盗んだダイヤモンド・コレクションを持って逃げようとしていたところに、トゥルアーが現れ、横取りされてしまう。しかし、これもダニーが前もって予測しており、トゥルアーが横取りしたのは既に偽物にすり替えられたダイヤモンドであった。
引き続き計画は進行し、バンクの携帯電話に仕掛けられた強力な磁気発生装置で「グレコ」は麻痺させられ、その瞬間にスロット、ルーレット、バカラとほぼすべてのギャンブルでイカサマが発生して次々と客側が大勝を収めていく。トドメとしてホテルの地下に密かに掘られたトンネルで、大型の掘削機を稼働させて擬似的な地震を起こすと、客たちは勝ち分を確定させてそのままホテルから逃げ出し、バンクは大損する。事態に呆然とするバンクにダニーが近づき、ルーベンに対する報復であったことを明らかにした上で、ルーベンに行った行為自体が違法行為であるために警察を頼ることができないこと、また非合法手段で報復しようにも、裏社会は裏切り者のバンクよりルーベンに味方することを自覚させる。
後日、ダニーと仲間たちは今回得た多額の報酬を、快復したルーベンへの餞別として新しいホテルの建設費用の原資とする。また、ベネディクトへの報酬7200万ドルは、直接渡さずに慈善事業団体に対して彼名義の寄付として払ってしまい、怒るベネディクトに対し、篤志家として名が売れるとダニーは嘯く。結局、ベネディクトはダニーの提案を飲み、世論から称賛を受けながら大々的な記者会見を開く。その会見の映像を、空港のロビーにてダニー、ラスティー、ライナスが眺めている。そこに、今回の計画のために不当に酷い目に合わされた本物の格付け審査員が現れ、ラスティが操作したスロットで1100万ドルを獲得し、彼の被害は補償される。

## 登場人物とキャスト

### オーシャンとその仲間
ダニー・オーシャン（ジョージ・クルーニー）
主人公。現在は足を洗っている。ルーベンに再三、バンクとの関係を解消するように注意するがルーベンは取り合わず、予測通りの結果となる。ルーベンの病状を知ってラスベガスに舞い戻り、バンクへの報復のために計画を立てる。まだ駆け出しの頃に、ルーベンに助けてもらったという話をする。
ラスティー・ライアン（ブラッド・ピット）
ダニーの右腕で計画の直接的な実行役。現在もホテル経営に手を出しているが、ルーベンの台詞によれば芳しくない。イザベルとの交際も続いているが、ダニーに男女関係に関する難しさを愚痴る。ダニーと同じく若い頃ルーベンに助けられたという話をする。
ライナス・コールドウェル（マット・デイモン）
「黄金の指を持つスリ」の異名を持つ青年スリ。伝説の泥棒「ボビー・コールドウェル」の息子。シリーズにおいて盗人稼業の新人としての扱いだったが、今作では一味の資金運営を任されるなど、かなり主要なポストについている。ただし、メンバーや両親からは相変わらず子供扱いされて、からかわれている。
物語前半では裏方として活動していたが途中より、イエンの秘書として付け鼻をしてバンクへ潜入し、スポンダーの籠絡を担当する。
フランク・キャットン（バーニー・マック）
イカサマディーラー。カジノゲームの品評会で、実は胴元が負ける新しいギャンブル「ナフセッド」をバンクに売り込み潜入する。
バシャー・ター（ドン・チードル）
爆発物・兵器専門家。ホテルに地震を起こすために、1作目と同じく地下深くで作業を行う。寝たきりになったルーベンに手紙を書き、結果的にその手紙がルーベンを救う事になる。
バージル・モロイ（ケイシー・アフレック）
双子のモロイ兄弟の兄。弟との仲は悪いが何故かいつも一緒にいて、仕事は基本的に弟と一緒。バンクカジノに使われるダイスに細工するために単身でメキシコのメヒカリの工場へ潜入する。しかし、待遇改善を求めてストライキを起こしてしまい、計画に支障を出す。スペイン語が堪能。
ターク・モロイ（スコット・カーン）
双子のモロイ兄弟の弟。兄との仲は悪いが何故かいつも一緒にいて、仕事は基本的に兄と一緒。兄が潜入中の工場でストライキを起こし、計画に支障が出たことで、事態収集のためにメキシコへ派遣される。ところが珍しく兄と意気投合し、ストライキを止めるどころか自分まで参加してしまう。
イエン（シャオボー・チン）
軽業師。現在はスタントマンとして活動中。本作では中国の不動産王に扮してバンクに潜入し、内部から計画をすすめる。また、バンクが欲していた携帯電話の、そのメーカーの取締役と顔見知りだったことから、作戦が円滑に進むようになる。
リヴィングストン・デル（エディ・ジェイミソン）
電気・通信・メカニック専門家。カードシャッフル機に細工するため、カードシャッフル機製造元の作業員としてバンクに潜入する。
ソール・ブルーム（カール・ライナー）
往年の詐欺師。 5ダイヤモンドの極秘審査員ケンジントン・チャブに成りすまし、バンクカジノへ潜入する。ソールとしてはただ普通に客としてホテルで過ごしているだけだが、極秘審査員と勘違いしたバンクからは一介の客にもかかわらず破格の待遇を受ける。
ローマン・ネーゲル（エディー・イザード）
ダニーらと旧知の技術屋。前作は脇役であったが、本作ではコンピューター・セキュリティーの専門家として「グレコ」を破るべくチームの主要メンバーとして参加している。「グレコ」を開発したグレコ・モンゴメリーとは同級生で旧知の仲であるか、毛嫌いしている。しかし、「グレコ」については破るのはまず不可能と高く評価する。
テリー・ベネディクト（アンディ・ガルシア）
ラスベガスの3大カジノのオーナー。第1作以来、オーシャンズの仇敵。本作では資金に困ったダニーより資金提供を持ちかけられ、犬猿の仲ながらも、商売敵であるバンクのホテルが自身のホテルのプールに影を作ったことなどを挙げて、仲間となることを了承する。ただし、リターン自体も破格ながら、自分はあくまでスポンサーであってリスクは取らず、リターンは優先して取ることを約束させる。また、バンクのダイヤモンド・コレクションを盗み出させることも協力の条件に加えるが、実はこれはトゥルアーと裏で繋がっており、彼に横取りさせることでダニーのメンツを潰すことを狙っていた。
上記の通り実行役になるつもりはなかったが、困ったダニーに頼みで「ナフセッド」の品評会でサクラを演じ、バンクにこれを採用させることに成功する。
ルーベン・ティシュコフ（エリオット・グールド）
ラスベガスでホテル経営に精を出す実業家で資産家。今回の物語のきっかけ。バンクと新規建設するカジノホテルを共同経営する計画を立て、多額の資金を投資する。バンクと手を切るよう友人たちの再三の注意にもかかわらず「シナトラと握手したから」と逆にバンクを擁護するも、結局彼に裏切られて、経営権を放棄させられ、そのショックで心筋梗塞を起こし、寝たきりになる。このため、今回の計画にはほとんど参加しない。
前作までは単なるスポンサーの役割であったが、駆け出し時代のダニーやラスティーらに目を掛けていた恩人であったことなどが明かされる。

### ホテル「バンク」
ウィリー・バンク（アル・パチーノ）
ホテル王。経営するホテルが軒並みホテル格付けの最高位「5ダイヤモンド」を獲得している著名人。ダイヤモンドに執着があり、また成金趣味なところがある。
ビジネスでは常に裏切りを行うことで有名な人物であり、そのためにルーベンが彼と手を組むと聞いた時には多くの友人達がルーベンに注意をしたほどであった。そして「シナトラと握手した」（シナトラと関係下にあった）というビジネス界の掟も無視してルーベンを裏切る。
アビゲイル・スポンダー（エレン・バーキン）
ホテルの実務を取り仕切るバンクの右腕の女性。かなりいい年であるが、独身で仕事一筋。オーシャン達の計画が動く中、きな臭い物を感じ、FBIと連絡を取る。また、中国の不動産王扮するイエンの秘書としてホテルにやってきたライナスに惚れ込んでしまう。
グレコ・モントゴメリー（ジュリアン・サンズ）
ホテル「バンク」のセキュリティ管理者。凄腕のプログラマーで、生体情報からイカサマを見破るバンクカジノのセキュリティシステム「グレコ」の開発者でもある。「グレコ」に関して絶対の自信を持つ。
デビー（オルガ・ソスノフスカ）
バンクカジノのコンシェルジュ。マカオのカジノの総支配人の職と賄賂を渡されてダニーらに協力する。計画のための周到な根回しや、本物の格付け審査員の誘導を行う。

### その他の人物
フランソワ・トゥルアー（ヴァンサン・カッセル）
「ナイト・フォックス」と名乗るフランスの怪盗。前作のオーシャンズの敵役。本作ではベネディクトと協力しており、水面下で動いてダニーらからダイヤモンド・コレクションを横取りすることを企んでいる。
5ダイヤモンドの極秘審査員（デヴィッド・ペイマー）
ホテル格付け審査のためにバンクを訪れるが、高評価を与えまいとするオーシャン達の計画のせいで数々の悲惨な目に合う。
劇中で名前は明らかにされないが、5ダイヤモンドの極秘調査員になりすましたソールがVIP待遇されるのを見た時の「じゃあ俺は何だ？VUPか？ Very Unimportant Person？ （直訳で最不要人物。日本語版では「ベリー･ウザい･パーソン」と訳されていた。）」と言う台詞から、エンディングロールでは「The V.U.P」と表記されていた。
デニー・シールズ（ジェリー・ウェイントラーブ）
保険会社の重役。ダニーや前作のルマークら、裏社会の人物とも親しい男。第1作でダニーにベラージオを襲うように進め、2作目では不用意な発言でトゥルアーがダニーらにライバル心を抱いたきっかけの人物でもある。
本作はバンク・カジノを破綻させる計画のために、大口ギャンブラー（通称「クジラ」）を18人用意する。
ブルーザー（スコット・L・シュワルツ）
オーシャンの親友。本作ではバンクカジノで大儲けをする。
Dr.スタン（マイケル・マンテル）
オーシャンたちと旧知の医師。
ロバート（ボブ・アインシュタイン）
FBI捜査官。きな臭いものを感じたスポンダーのFBIへの要請を受けて部下と共にホテル「バンク」へとやってくる。早々にシャッフル機のすり替えを指摘したり、ライナスの変装を見破り現行犯逮捕する。
実は伝説の泥棒ボビー・コールドウェル本人で、ライナスの実父。上記の行動はすべて計画の内で、すり替えを指摘した事で、細工したシャッフル機を怪しまれずに交換させたり、ライナスがダイヤをすり変えたように見せる為の目くらましを行った、最終段階の仕上げでダイヤを屋上からセキュリティごと強奪させる。
オプラ・ウィンフリー（本人）
ベネディクトがゲスト出演したトーク番組「オプラ・ウィンフリー・ショー」の司会としてのカメオ出演。

## 日本語吹き替え
| 役名                     | 俳優                       | 日本語吹き替え | 日本語吹き替え |
| 役名                     | 俳優                       | ソフト版       | フジテレビ版   |
| ------------------------ | -------------------------- | -------------- | -------------- |
| ダニー・オーシャン       | ジョージ・クルーニー       | 小山力也       | 磯部勉         |
| ラスティ・ライアン       | ブラッド・ピット           | 細井治         | 堀内賢雄       |
| ライナス・コールドウェル | マット・デイモン           | 竹若拓磨       | 桐本琢也       |
| フランク・キャットン     | バーニー・マック           | 茶風林         | 銀河万丈       |
| バシャー・ター           | ドン・チードル             | 大黒和広       | 檀臣幸         |
| バージル・モロイ         | ケイシー・アフレック       | 落合弘治       | 村治学         |
| ターク・モロイ           | スコット・カーン           | 木下浩之       | 古田信幸       |
| イエン                   | シャオボー・チン           | 小野塚貴志     | 樫井笙人       |
| リヴィングストン・デル   | エディ・ジェイミソン       | 渡辺穣         | 田原アルノ     |
| ルーベン・ティシュコフ   | エリオット・グールド       | 富田耕生       | 内海賢二       |
| ソール・ブルーム         | カール・ライナー           | 大木民夫       | 富田耕生       |
| テリー・ベネディクト     | アンディ・ガルシア         | 内田直哉       | 大塚芳忠       |
| ウィリー・バンク         | アル・パチーノ             | 有本欽隆       | 羽佐間道夫     |
| アビゲイル・スポンダー   | エレン・バーキン           | 深見梨加       | 小宮和枝       |
| フランソワ・トゥルアー   | ヴァンサン・カッセル       | 大塚芳忠       | 東地宏樹       |
| ローマン・ネーゲル       | エディー・イザード         | 諸角憲一       | 金尾哲夫       |
| 極秘調査員               | デヴィッド・ペイマー       | 石波義人       | 牛山茂         |
| グレコ・モンゴメリー     | ジュリアン・サンズ         | 金尾哲夫       | 山野井仁       |
| ロバート                 | ボブ・アインシュタイン     | 幹本雄之       | 佐々木敏       |
| デニー・シールズ         | ジェリー・ウェイントラーブ | 金子達         | 中博史         |
| デビー                   | オルガ・ソスノフスカ       | 石井宏奈       | 森夏姫         |
| オプラ・ウィンフリー     | オプラ・ウィンフリー       | 新田万紀子     | 田村聖子       |
| Dr.スタン                | マイケル・マンテル         |                | 中博史         |
| オルテガ                 | エンジェル・オクウェンド   |                | 髙階俊嗣       |
| ニール                   | ドン・マクマナス           |                | 落合弘治       |
| ユージーン               | アーメン・ワイツマン       | 中川慶一       |                |
| バーニー・ユーマン       | バーニー・ユーマン         | 岩崎ひろし     | 辻親八         |
| ピットボス               |                            |                | 中村浩太郎     |
| 警備チーフ               |                            |                | 駒谷昌男       |
| ウェイトレス             | クリス・カネ               | 石井宏奈       | 中司ゆう花     |
| バンクの部下             |                            |                | 竹田雅則       |
| エキスポの女性           | ヌリーン・デウルフ         | 石井宏奈       | 洞内愛         |

- ソフト版 - DVD、Blu-ray Disc、HD-DVD収録
その他出演者：荻野晴朗
演出：清水洋史、翻訳：アンゼたかし、録音：スタジオ・ユニ
日本語版制作：東北新社
- フジテレビ版 - 初回放送：2010年4月24日（土）『土曜プレミアム』（21:30-23:40）
演出：伊達康将、翻訳：松崎広幸、調整：田中和成、プロデューサー：小林裕幸／清野真紀（フジテレビ）、効果：サウンドボックス
日本語版制作：東北新社

※機内上映用吹替え版も存在する。

## 製作
2006年1月、プロデューサーたちがシリーズの新作の大部分をウィン・ラスベガスを舞台に撮影するかについて議論していると報じられた。クルーニーは以前からラスベガスのLas Ramblas Resortで撮影されることを希望していたが、プロジェクトの準備が間に合わなかったと推測される。2006年3月に入り、ワーナー・ブラザースの5つのサウンド・ステージに構築されたカジノのセットで撮影する予定であることが報じられた。また、2006年7月にはラスベガスとロサンゼルスで撮影が開始される予定であった。2006年4月にはアル・パチーノがキャストに加わることが判明した。
2006年7月中旬にラスベガスでロケハンが行われ、第1作『オーシャンズ11』でも使用されたベラージオがロケ地に決定した。ラスベガスでの撮影は2006年8月7日から始まり、マッカラン国際空港とヘリポートで撮影が行われた。翌日には、当時建設中だったザ・パラッゾにて撮影が行われた。2006年8月9日、ベラージオの奥のオフィスにてクルーニー、ピット、デイモン、ガルシアのシーンが撮影が完了して、ラスベガスでの撮影はすべて終わった。当時、クルーニーとプロデューサーのジェリー・ワイントローブは、ラスベガスでのプレミア上映も検討していた。2006年9月に再びラスベガスでの撮影が予定され、その中にはベラージオ内部の追加撮影も含まれていた。
本作においてジュリア・ロバーツとキャサリン・ゼタ＝ジョーンズは登場せず、ダニーとラスティの会話にわずかに登場するのみである。これは、彼女らが物語のプロットに重要な役目を果たさないならば、参加しないことを望んだためであり、結局、脚本はその希望に対応できなかった。これは映画の早い段階で、チームのメンバーから彼女らの参加を尋ねられたダニーが「彼女たちは関係ない」と言及したことで示されている。前2作でカメオ出演していたトファー・グレイスは、『スパイダーマン3』の再撮影のために参加ができなかった。

## 評価

### 興行成績
公開初週（週末）の興行収入は3,600万ドルで首位を獲得し、好調な滑り出しであった。ただし、前作『オーシャンズ12』と比べると、250以上の劇場で公開されたにもかかわらず前作の初週成績3,900万ドルには及ばず、やや低調であった。最終的な成績は2007年12月末で、アメリカでは1億1,720万ドル、世界全体では3億1,140万ドルであった。 

### 批評家
レビュー集計サイト「Rotten Tomatoes」では197件のレビューを基に70%の支持、平均評価は6.38/10となっている。同サイトの批評コンセンサスでは「オーシャンズ13は第1作目の原点に戻り、その結果、巧妙で楽しい強盗映画のさらなる1作となった」。Metacriticでは、37人の批評家を基に100点満点中62点の加重平均スコアを獲得しており、「全般的に肯定的な評価」としている。CinemaScoreでの観客評価では、A+からFまでの平均点で「B+」と平均的な評価をされている。
ニューヨーク・マガジンのレビューでは、デヴィッド・エデルスタインは「プロットが複雑になるにつれ、ソダーバーグのテクニックはより滑らかになり、編集はジャズ的にになり、色彩はより甘美に、whip-pans（ウィップ・パン）はwhiz-bangに（素晴らしく）なる。それは小癪で茶目っ気があって馬鹿馬鹿しいハンサムなクルーニーを軸にすべて動く」と述べている。ニューヨーク・タイムズ紙のマノーラ・ダルジスは、「ソダーバーグは、箱の中と外を行き来きすることで、流れに身を任せつつもそれに逆らう術を会得してきた。オーシャンズ13は、カンディンスキーのような色彩感覚で、ミスター・クルーニーの官能的な顔つきに奇妙な口ひげをつけさせ、しばしば彼が見せる体系に対する反抗の鬼才となったことを証明した」と評した。
シカゴ・サンタイムズ紙のロジャー・イーバートは4つ星のうち2つ半を与えた。「オーシャンズ13は、無言劇による展開、不自然なカジュアルさ、そして様々な出来事が起こるが、どれもあまり気にはならなかった。なぜなら、映画スター達が演じる人物たちを成長させるために映画が停滞することはないからである」。ガーディアン紙のピーター・ブラッドショーは「たまに分割画面になることもあるが、ただ同じ場面のことを2つの画面にファンキーに表示しているに過ぎない。それはすべてまったく無意味だ。B.S.ジョンソンの実験小説のように、シーンを任意の順番に入れ変えて表示しても、同じものになる。そこには人間的な動機付けもロマンスもない」と評した。

## その他
- 作中でルーベンが、バンクとの関係を信じた「シナトラと握手した」とは「フランク・シナトラと関係下にあった」ということである。また、『オーシャンズ11』のオリジナルである1960年公開の『オーシャンと十一人の仲間』において、シナトラはダニー・オーシャンを演じた。さらに、劇中ではシナトラの楽曲である『This Town』が流れる。
- 2007年5月24日に第60回カンヌ国際映画祭にて特別招待作品として上映された。
- 2008年8月9日に、フランク役のバーニー・マックが死去。監督のソダーバーグは、｢続編は考えられない｣とコメントした[24]。